# Knut Eriksson
Knut Eriksson, född senast på 1140-talet, död 1195 eller 1196, var kung av Sverige från 1167, samt son till Erik den helige och Kristina Björnsdotter av Danmark.
Knut Eriksson tog makten genom att först döda Karl Sverkersson (överfallet 1167 på Visingsö). Sen besegrade han och dödade 1172/1173 dennes (enligt vissa källor Karl Sverkerssons) halvbröder Kol och Burislev, som utropat sig till kungar och kontrollerade Östergötland. 1173 erkändes han som kung, och regerade i 23 år. En av hans insatser som fått stor betydelse är hans strävan att få sin far Erik helgonförklarad. Att få honom kanoniserad visade sig dock vara hopplöst, eftersom påven Alexander III var mycket upprörd över att Stefan, ärkebiskopen i Uppsala, hade tvingats fly för sitt liv när Knut Eriksson tagit makten. Knut Erikssons andra insats var att han satte igång myntningen igen, som av någon anledning legat nere i 150 år.
Knut var gift med en svensk kvinna, om vars släkt man endast säkert vet att hon hade en bror som hette Knut. Hon har med grund i antaganden om missuppfattningar i tradering tillskrivits namnet Cecilia. Genom ett påvebrev från 1193, som bevarats i avskrift, vet man att hon under en livshotande sjukdom avlade avhållsamhetslöfte och gick i kloster efter att ha tillfrisknat. Kung Knut ansökte senare hos påven om att hon skulle befrias från löftet.

## Biografi
Efter att hans far Erik den helige dödats omkring 1160 besegrades Knut av sina motståndare och tvingades fly från riket. Enligt en långt senare krönikeuppgift (från 1400-talet) uppehöll han sig tre år i Norge. Denna uppgift saknas dock i de norska kungakrönikorna och beror troligen på att krönikeförfattaren förväxlat Knut med hans son Erik. Knut återkom 1167 och dödade då (enligt Västgötalagens kungalängd) kung Karl Sverkersson på Visingsö. Därefter hade han en tid att utkämpa strider med Karl Sverkerssons släktingar Kol och Burislev, vilka gjorde anspråk på kronan med understöd från Danmark. Efter att konkurrenterna besegrats och dödats (cirka 1172–1173) var Knut under tjugotre år (enligt Västgötalagens kungalängd) obestridd herre över Sverige.
Från Knut Erikssons tid härrör det första kända svenska handelstraktatet med ett annat rike – i detta fall Lübeck. Det ingicks genom hans jarl Birger Brosa mellan Knut Eriksson och hertig Henrik Lejonet av Sachsen. Knut upprättade också omkring 1185 diplomatiska förbindelser med England och fick i det sammanhanget bland annat en rustning som gåva av den engelske kungen Henrik II. Enligt Sverres saga fick Knut (och de övriga nordiska konungarna) 1195 ett brev med anhållan om militärt bistånd av den bysantinske kejsaren Alexios III Angelos. Knut upprätthöll även goda förbindelser med den norska kungen Sverre Sigurdsson som 1185 gifte sig med Knuts syster Margareta, men relationerna med de danska kungarna var mer spända.
Enligt medeltida annaluppgifter anfölls och brändes Sigtuna 1187 under Knuts regeringstid av sjörövare, enligt Erikskrönikan från Karelen, men arkeologiska utgrävningar har numera fastslagit att det inte finns något brandlager i Sigtuna som kan knytas till denna uppgift. Enligt samma källor blev ärkebiskopen Johannes vid samma tillfälle dödad vid Almarestäkets borg.
De äldsta bevarade originalbreven av en svensk kung är utfärdade av Knut, och han var också en av de första, efter Karl Sverkersson. att kalla sig Svears och Götars kung. Av de nio bevarade originalbreven gäller åtta Viby kloster vid Sigtuna.

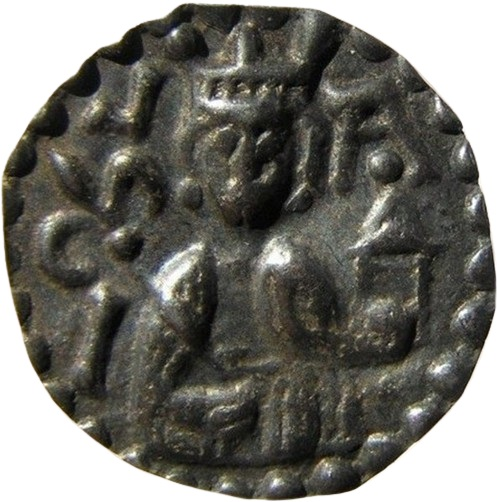

Det förekom även en omfattande myntning under Knuts tid, där åtminstone tre av mynten avbildar kungen med en sköld, utsmyckad med balkar. Dessa kan ha varit förebild till Holmger Knutssons avbildade vapen på hans gravtäcke.
Knut dog en naturlig död 1195 (eller 1196) och begravdes i Varnhems klosterkyrka, där Magnus Gabriel De la Gardie flera hundra år senare lät resa en gravsten över honom. En sammantagen bedömning ger vid handen att Knuts långa regeringstid kan ses som den tid då den svenska statsmakten på allvar börjar etablera sig efter kontinentalt mönster med en skriftlig centraladministration och dokumenterade diplomatiska förbindelser med andra riken. Hur förtjänsten för detta ska fördelas mellan kung Knut och hans jarl Birger Brosa är dock inget som källorna kan ge besked om.
Han efterträddes som kung av sin företrädares son, Sverker den yngre.
Barn:
1. Tre till namnet okända söner, döda 1205 i slaget vid Älgarås
2. Erik, svensk kung 1208–1216
3. Sigrid, gift med Magnus Broka

## Fiktion
Knut Eriksson är en viktig person i Jan Guillous trilogi om Arn Magnusson, där han är en nära vän till Arn. Även hans drottning är en viktig person i trilogin. I verkligheten känner man inte till hennes namn, men i de här böckerna heter hon Cecilia Ulfsdotter och är bästa vän till Arns älskade, Cecilia Algotsdotter. Cecilia Ulfsdotter fick i Gudhems kloster namnet "Cecilia Blanka", då hon var blond till skillnad från sin rödhåriga väninna Cecilia Algotsdotter, som i stället fick heta "Cecilia Rosa".